# ماثيو بويلز
ماثيو بويلز (بالإنجليزية: Matthew Boyles) هو منافس ألعاب قوى أمريكي، ولد في 15 سبتمبر 1982 في باركرسبورغ في الولايات المتحدة.

## وصلات خارجية
- ماثيو بويلز على موقع الاتحاد الدولي لألعاب القوى (الإنجليزية)